# Ганс Краса
Ганс Краса (30 листопада 1899 — 17 жовтня 1944) — чеський композитор, вбитий під час Голокосту в Аушвіці. Він допоміг організувати культурне життя в концтаборі Терезієнштадт.

## Життя та творчість
Ганс Краса народився в Празі, син Анни (Штайнер) та Карла Краси, адвоката. Його батько був чеським євреєм, а мати — німецькою єврейкою.  У дитинстві він вивчав і фортеп'яно, і скрипку, а потім навчався композиції в Німецькій музичній академії в Празі. Після закінчення університету він став репетитором у театрі «Neues Deutsches», де познайомився з композитором і диригентом Олександром фон Цемлінським, який мав великий вплив на кар'єру Краси.
У 1927 році він відправився за Цемлінським до Берліна, де його познайомили з Альбертом Русселем. Творчість Краси зазнала впливу Малер, Шенберґа та Цемлінського. Також є відчутна спорідненість з французькою музикою, особливо групою композиторів, відомою як Група шести, і здійснив ряд поїздок до Франції для навчання у Русселя, поки він жив у Берліні. Врешті-решт Краса повернувся, сумуючи за домом, до Праги, щоб відновити свою стару роботу репетитором у театрі «Новий німецький театр». Дебютом композитора став його чотири оркестрові пісні тв. 1, засновані на «Galgenlieder» («Шибеничні пісні») Кристіана Морґенштерна. Вперше робота була виконана під керівництвом Цемлінського в Празі в травні 1921 року. Вона отримала широке визнання. Далі пішов струнний квартет, набір із п'яти пісень для голосу та фортеп'яно та його Symphonie für kleines Orchester, яка виконувався в Цюриху, Парижі та Бостоні. Однак його головним досягненням стала опера Verlobung im Traum (Заручини уві сні) за романом «Сон дядька» Достоєвського. Вперше ця робота була виконана в празькому театрі «Neues Deutsches» у 1933 р. Під керівництвом Георга Селла і була вшанована Чехословацькою державною премією. 
Дитяча опера «Брундібар» за мотивами п'єси Арістофана була останньою працею, яку Краса закінчив до того, як його заарештували нацисти 10 серпня 1942 року. Краса був відправлений в терезієнштадтське гетто, де він переробив Брундібара з наявним складом «і розсіяною сіллю інсценізації», який потім 55 разів виконував його в таборі, з уривками з сумнозвісного пропагандистського фільму, зробленого для Червоного Хреста в 1944 році. Поки він був інтернований в гетто, Краса досягнув найвищої продуктивності, створивши ряд камерних творів, хоча в силу обставин деякі з них не збереглися. Разом з колегами-композиторами Віктором Ульманом, Павлом Гаасом та Гедеоном Кляйном Краса був доставлений до Аушвіца. Його вбили 17 жовтня 1944 року; йому ще не було й 45 років.

## Список творів
- 4 Orchestralieder, тв. 1 (1920) (текст Крістіана Морґенштерна)
- Струнний квартет, тв. 2 (1921)
- Symphonie für kleines Orchester (1923)
- 5 Lieder, тв. 4, для голосу та фортеп'яно (1925) (текст Райнера Марії Рільке, Катулл, Крістіан Морґенштерн)
- Verlobung im Traum (Заручини уві сні) (1928–30), опера в двох діях за романом Федора Достоєвського «Дядькова мрія»
- Die Erde ist des Herrn (Земля Господня) (1931), кантата для солістів, хору та оркестру.
- Каммермусік для клавесину та семи інструментів (1936)
- Тема та варіації для струнного квартету (1936)
- Брундібар (1938–43), символічна антинацистська опера
- Три пісні для баритону, кларнета, альту та віолончелі (1943) (текст Артура Рембо)
- Увертюра для малого оркестру (1943)
- Танець, танець для струнного тріо (1944)
- Пасакалія та фуга для струнного тріо (1944)[6]

## Записи
Три його пісні за віршами Артура Рембо, Чтирверші, Взрушені та Пржетеле, які співав Крістіан Ґергаєр, були випущені на компакт-диску «Терезін — Терезієнштадт», ініційованому Анною Софі фон Оттер, «Німецька граммофон», 2007 р.
Його струнний квартет виходить на Павла Гааса та Ганса Краси: Струнні квартети, виконуваний струнним квартетом Готорна в рамках серії Decca, Entartete Musik, лейбл: Decca 440 853–2. В рамках цієї ж серії його опера «Verlobung im Traum» («Заручини уві сні») та «Симфонія» з'явилися в записах «Deutsches Symphonie-Orchester Berlin» під керівництвом Лотара Загрошека та Володимира Ашкеназі відповідно, лейбл: Decca 455 587–2.